# Potok, Rijeka
Potok (italienska: Fiumara) är ett lokalnämndsområde och stadsdel i Rijeka i Kroatien. Den helt urbaniserade stadsdelen upptar den mellersta delen av det centrala hamnområdet och området närmast havet domineras av hamnanläggningen. I stadsdelen ligger bland annat Rijekas centrala sjukhus och järnvägsstation. 

## Etymologi
Ordet "potok" betyder 'bäck' på kroatiska varpå stadsdelens namn har betydelsen "Bäcken".

## Geografi
Potok är belägen i centrala Rijeka och gränsar till lokalnämndsområdena Mlaka i nordväst, Banderovo och Škurinjska Draga i norr och Luka i sydöst. I sydväst gränsar stadsdelen till havet. 

## Byggnader och kultur- och sjukhusinrättningar (urval)
- Benčić-parkeringen
- Handel och textilskolan
- Järnvägsstationen
- Museet för modern och samtida konst
- Rijekas kliniska sjukvårdscenter
- Sockerbrukspalatset
- Universitetet i Rijekas medicinska fakultet